# John Wrighton
John Derek Wrighton  (né le 10 mars 1933 à Ilford) est un athlète britannique, spécialiste du 400 mètres.

## Carrière
En 1958, lors des Championnats d'Europe de Stockholm, John Wrighton remporte le titre du 400 m en 46 s 3, devant son compatriote John Salisbury et l'Allemand Karl-Friedrich Haas. Il s'adjuge par ailleurs la médaille d'or du relais 4 × 400 m, en compagnie de Ted Sampson, John McIsaac et John Salisbury, devant l'Allemagne de l'Ouest et la Suède

### Palmarès
| Date | Compétition           | Lieu      | Résultat | Épreuve       |
| ---- | --------------------- | --------- | -------- | ------------- |
| 1958 | Championnats d'Europe | Stockholm | 1er      | 400 m         |
| 1958 | Championnats d'Europe | Stockholm | 1er      | 4 × 400 m     |
| 1958 | Jeux du Commonwealth  | Cardiff   | 5e       | 440 yards     |
| 1958 | Jeux du Commonwealth  | Cardiff   | 2e       | 4 × 440 yards |
| 1960 | Jeux olympiques       | Rome      | 5e       | 4 × 400 m     |

### Records
| Épreuve | Performance | Lieu | Date |
| ------- | ----------- | ---- | ---- |
| 400 m   | 46 s 3      |      | 1958 |